# Orbexilum
Genre
Orbexilum est un genre de plantes à fleurs dicotylédones de la famille des Fabaceae, sous-famille des Faboideae, originaire d'Amérique du Nord et d'Amérique centrale, qui compte cinq espèces acceptées.

## Liste d'espèces
Selon The Plant List (6 octobre 2018) :
- Orbexilum gracile (Torr. & A. Gray) Rydb.
- Orbexilum lupinellum (Michx.) Isely
- Orbexilum melanocarpum (Benth. ex Hemsl.) Rydb.
- Orbexilum oliganthum (Brandegee) B.L. Turner
- Orbexilum virgatum (Nutt.) Rydb.